# Jean-Baptiste Lepère

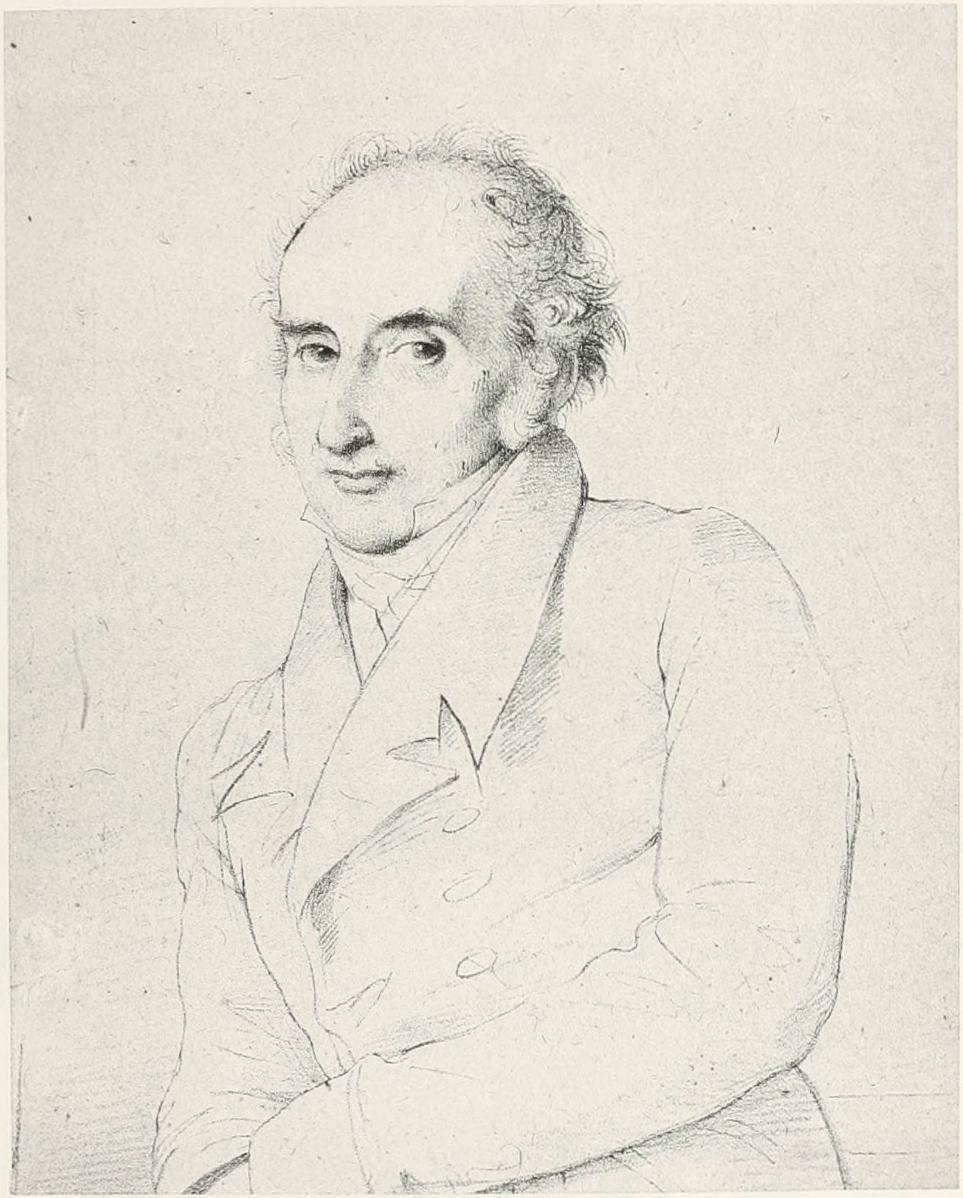
Porträt von Jean-Baptiste Lepère von Ingres

Jean-Baptiste Lepère (* 1. Dezember 1761 in Paris; † 16. Juli 1844 ebenda) war ein französischer Architekt.

## Leben
Lepère hielt sich 1787 bis 1790 in Saint-Domingue und 1796 bis 1798 in Konstantinopel auf. Von 1798 bis 1801 war er eines der Mitglieder der Commission des sciences et des arts, die von Napoleon Bonaparte auf seine Ägyptische Expedition mitgenommen wurden. Als solches künstlerisches Mitglied trug er einen Großteil der Entwürfe zum wenig später entstandenen, berühmten Monumentalwerk der Description de l’Égypte bei. Zurück in Frankreich wurde er 1802 vom Ersten Konsul, zum Architekten des Schlosses Malmaison ernannt. 1805 bis 1810 errichtete Lepère mit Jacques Gondouin die Colonne Vendôme in Paris, wobei er insbesondere für die Durchführung der Maßnahmen und die Verlegung des Metallteils des Denkmals verantwortlich war. 1811 wurde er beauftragt, einen Obelisken aus Granit als die Erinnerung an den ägyptischen Feldzug auf dem Pont Neuf zu errichten. Diese Arbeit wurde verworfen und an derselben Stelle wurde stattdessen 1818 der Sockel für die Reiterstatue Heinrich IV. aufgestellt.
Lepère war vor allem als staatlicher Schlösserarchitekt tätig: er wurde 1810 vom Kaiser zum Architekten von St-Cloud ernannt und war zudem mit den Vorbereitungen für das anlässlich der Geburt des Königs von Rom gefeierte Fest 1811 beauftragt. Von 1812 bis 1830 war er Architekt des Schlosses Fontainebleau. Von 1815 bis 1823 war er zudem Architekt von St-Germain-en-Laye, Meudon und Sèvres. Sein wichtigstes Werk war seit 1824 die Planung und der Bau der klassizistischen Kirche St. Vincent-de-Paul in Paris, in enger Zusammenarbeit mit seinem Schwiegersohn Jakob Ignaz Hittorff.
Über den Nachlass seines Schwiegersohns Hittorff gelangte auch sein künstlerischer Nachlass in die Graphische Sammlung des Wallraf-Richartz-Museums in Köln, das sein zeichnerisches und druckgraphisches Werk 2009/10 in der Ausstellung „Mit Napoleon in Ägypten – Die Zeichnungen des Jean-Baptiste Lepère“ zeigte.